# Riverbend Music Center
Das Riverbend Music Center (auch bekannt als J. Ralph Corbett Pavilion) ist ein Amphitheater in Cincinnati, Ohio.

## Geschichte und Nutzung
Das Theater wurde vom 2. Juni 1983 bis 4. Juli 1984 auf einer Fläche von 61.000 Quadratmetern errichtet und von Michael Graves entworfen. Die Baukosten beliefen sich auf rund neun Millionen US-Dollar. In den Jahren 1999 und 2009 wurde das Amphitheater renoviert. Das Veranstaltungsgelände bietet Platz für 20.500 Besucher und ist gemeinsam mit dem PNC Pavilion Teil des Hulbert Taft Jr. Center for the Performing Arts Komplexes. Das Veranstaltungsgelände wurde ursprünglich für das Cincinnati Symphony Orchestra erbaut, jedoch fanden auch Rockmusiker-Konzerte von Künstlern wie Eric Clapton (1990) und The Who hier statt. Nachdem 11 Menschen bei einem Konzert von The Who am 3. Dezember 1979 ums Leben kamen, mied eine Vielzahl von Veranstaltern das Gelände. Es wurde jedoch 1984 wiedereröffnet.